# أغسطس دي مورغان
كان أغسطس دي مورغان (بالإنجليزية: Augustus De Morgan)‏؛ (27 يونيو 1806 - 18 مارس 1871) عالمًا بريطانيًا للرياضيات والمنطق. صاغ القوانين التي تحمل اسمه وقدّم مصطلح الاستقراء الرياضي، مما جعل فكرتها دقيقة.

## سيرة ذاتية

### تعليمه الجامعي
في عام 1823 ، في سن السادسة عشرة، دخل كلية الثالوث في كامبريج ،  حيث وقع تحت تأثير جورج بيكوك وويليام ويلي ، اللذان أصبحا صديقيه مدى الحياة. من الأول استمد اهتماماً بتجديد الجبر، ومن الأخير اهتمام في تجديد المنطق - وهما موضوعان في حياته المستقبلية. وكان معلمه الجامعي جون فيليبس هيجمان (1793-1855).
في الكلية عزف على الفلوت للترفيه وكان بارزاً في النوادي الموسيقية. حبه للمعرفة لذاته تدخلت في التدريب على السباق الرياضي العظيم. ونتيجة لذلك خرج من المشاجر الرابع. هذا يحق له درجة البكالوريوس في الآداب ؛ ولكن للحصول على درجة أعلى من ماجستير الآداب ، و بالتالي يصبح مؤهلاً للحصول على زمالة كان من الضروري إذن اجتياز اختبار لاهوتي. وللأشارة على أي اختبار من هذا القبيل شعر دو مورغان باعتراض قوي، على الرغم من أنه نشأ في كنيسة إنجلترا. في حوالي 1875 تم إلغاء الاختبارات اللاهوتية للدرجات الأكاديمية في جامعات أوكسفورد وكامبريدج .

## عمله الرياضياتي
كان دي مورغان كاتبًا فكاهيًا ولامعًا، سواء بوصفه مُجادلًا أو مُناظرًا. في حياته، برز شخصان تحت اسم السير ويليام هاميلتون، كثيرًا ما كان يُخلط بينهما. كان أحدهما، السير وليم هاملتون، البارون التاسع (ورثَ لقبه)، اسكتلنديًا وأستاذ علم المنطق والميتافيزيقيا في جامعة إدنبرة؛ كان الآخر فارسًا (حاز على اللقب) آيرلنديًا، وأستاذًا في علم الفلك في جامعة دبلن. ساهم البارون في علم المنطق، خصوصًا في مبدأ تكميم المحمول؛ ساهم الفارس، واسمه الكامل هو ويليام روان هاميلتون، في مجال الرياضيات، خصوصًا الجبر الهندسي، وأول من وصف الكواتيرنيون. كان دي مورغان مهتمًا بعمل كليهما، وتراسل مع كليهما؛ لكن مراسلاته مع الإسكتلندي انتهت في جدال كبير، في حين أنها اتسمت بالصداقة مع الآيرلندي وانتهت بالموت. يقول دي مورغان في أحد رسائله إلى روان:
فلتعرف أني اكتشفت أنك والسير دبليو. إتش. الآخر قطبان متقابلان بالنسبة لي (فكريًا وأخلاقيًا، البارون الإسكتلندي دب قطبي، وأنت، كنت سأقول، سيد قطبي مهذب). حين أرسل بعض الاستكشافات إلى إدنبرة، يقول دبليو. إتش. ومن لف لفه أني أخذته منه. حين أرسل لك واحدًا، تأخذه مني، تعممه بلمحة سريعة، تسبغه معممٌ هكذا على المجتمع بأسره، وتجعلني المكتشف الثاني لنظرية معروفة.
استمرت مراسلات دي مورغان مع هاميلتون عالم الرياضيات على مدار أربع وعشرين عامًا؛ تحتوي على مناقشات ذات مواضيع شأن عام وليس أمور رياضياتية فقط. تتسم باللطف على طرف هاميلتون وبالفكاهة على طرف دي مورغان. التالي هو مثال عن ذلك: كتب هاميلتون:
نسختي عن عمل بيركلي ليست لي؛ كبيركلي، كما تعلم، أنا آيرلندي.

رد دي مورغان:
عبارتك «نسختي ليست لي» ليست هراء. أن تستخدم ذات الكلمة في مفهومين مختلفين وفي جملة واحدة، تحديدًا حين يكون هناك اصطلاح، هو لغة إنجليزية جيدة بشكل مثالي. تباين اللغة ليس هراء، فهي تعبر عن المعنى. لكن تباين الأفكار (كما في حالة الآيرلندي الذي كان يسحب الحبل، ليكتشف أنه لم ينته، وصرخ بأن أحدهم قد قطع نهايته الأخرى) هو الهراء المبدع.
يُعتبر دي مورغان مليئًا بالميزات الشخصية. في مناسبة تنصيب صديقه، اللورد بروغام، عميدًا لجامعة إدنبرة، عرض المجلس الأعلى منحه درجة دكتوراه فخرية في الحقوق؛ رفض التكريم لاعتباره اسم مغلوط. طبع اسمه في إحدى المرات: أوغستس دي مورغان، إتش – أو – إم – أو – بّي – إيه – يو – سي – إيه – آر – يو – إم – إل – آي – تي – إي – آر – إيه – آر – يو – إم (تعبير لاتيني يعني «رجل الحروف القليلة»).
كره المقاطعات خارج لندن، وفي حين تمتعت عائلته بشاطئ البحر، وكان رجال العلم يقضون وقتًا ممتعًا في اجتماعٍ لجمعية العلوم البريطانية في الريف، ظل في المكتبات الحارة والمغبرة للعاصمة. قال أنه شعر كسقراط، الذي صرّح أنه كلما كان أبعد عن أثينا كلما كان أبعد عن السعادة. لم يسع أبدًا ليصبح زميلًا في الجمعية الملكية، ولم يحضر اجتماعًا لها؛ قال أنه لا يمتلك أفكارًا أو ميولًا مشتركة مع الفيلسوف الفيزيائي. لربما كان موقفه بسبب ضعفه الجسدي، الذي منعه من أن يكون مُراقبًا أو مُختبرًا. لم يصوت أبدًا في أي انتخابات، ولم يزر أبدًا مجلس العموم أو برج لندن أو دير وستمنستر.

## وصلات خارجية
- أغسطس دي مورغان على موقع الموسوعة البريطانية (الإنجليزية)
- أغسطس دي مورغان على موقع إن إن دي بي (الإنجليزية)